# 1245. grenadirski polk (Wehrmacht)
1245. grenadirski polk Feldherrnhalle (izvirno nemško 1245. Grenadier-Regiment; kratica 1245. GR) je bil pehotni polk Heera v času druge svetovne vojne.

## Zgodovina
Polk je bil ustanovljen 9. februarja 1945 v Potsdamu iz šolskih enot za obrambo Madžarske in Slovaške. Marca je bil polk dodeljen Tankovskemu korpusu Feldherrnhalle.